# Stefan Witorzeńć

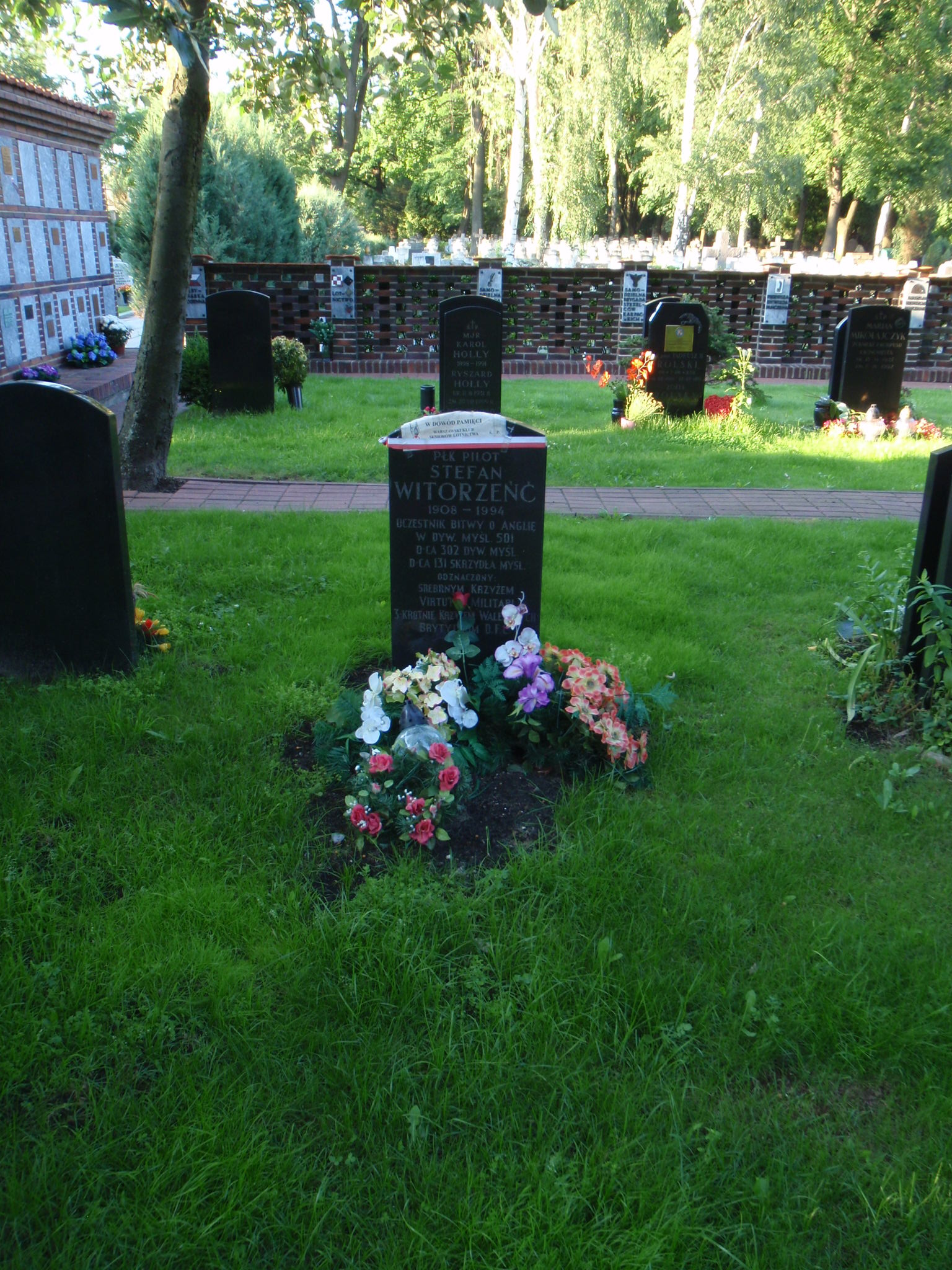
Grób Stefana Witorzeńcia na Powązkach Wojskowych w Warszawie

Stefan Witorzeńć (ur. 20 grudnia 1907?/2 stycznia 1908 w Lidzie, zm. 30 grudnia 1994 w Warszawie) – pułkownik pilot Wojska Polskiego, as myśliwski II wojny światowej, kawaler Orderu Virtuti Militari.

## Życiorys
W 1932 ukończył Szkołę Podchorążych Lotnictwa w Dęblinie (VI promocja). 7 sierpnia 1932 Prezydent RP Ignacy Mościcki mianował go podporucznikiem ze starszeństwem z 15 sierpnia 1932 i 33. lokatą w korpusie oficerów aeronautycznych, a Minister Spraw Wojskowych wcielił do 3 pułku lotniczego w Poznaniu. Od 1935 do 1939 pełnił służbę w Szkole Pilotażu w Grudziądzu na stanowisku instruktora pilotażu. 1 marca 1935 został awansowany na porucznika ze starszeństwem z 1 stycznia 1935 i 35. lokatą w korpusie oficerów aeronautyki (w marcu 1939, w tym samym stopniu i starszeństwie zajmował 60. lokatę w korpusie oficerów lotnictwa, grupa liniowa).
We wrześniu 1939 bronił rejonu Dęblina. Poprzez Rumunię i Francję przedostał się do Wielkiej Brytanii. Od 6 sierpnia 1940 służył w brytyjskim 501 dywizjonie myśliwskim (razem ze Stanisławem Skalskim), w którym walczył w okresie bitwy o Anglię uzyskując 4 i ½ zestrzelenia pewne oraz uszkadzając dwa samoloty. 17 listopada 1940 przeszedł do dywizjonu 306, w którym dowodził eskadrą A (od 22 listopada). W marcu 1941 otrzymał stopień kapitana. 14 maja 1941 został skierowany do dywizjonu 302, którym dowodził od 27 maja do 24 listopada 1941. We wrześniu 1941 otrzymał stopień majora. 24 listopada 1941 objął funkcję dowódcy 2 Polskiego Skrzydła Myśliwskiego, którym dowodził do 25 września 1942. 1 czerwca uzyskał wysokie brytyjskie odznaczenie lotnicze Distinguished Flying Cross. Od 25 września 1942 do kwietnia 1944 był oficerem łącznikowym, a od 24 kwietnia 1944 – szefem wyszkolenia w 61 OTU. We wrześniu 1943 otrzymał stopień podpułkownika. Od połowy sierpnia 1944 służył w dowództwie 2 Skrzydła Myśliwskiego wykonując równocześnie zadania bojowe. 7 stycznia 1945 został komendantem 25 Polskiej Szkoły Pilotażu Początkowego. Był członkiem Kapituły Orderu Wojennego Virtuti Militari.
W 1948 powrócił do Polski, ale dopiero w 1957 wraz z innymi pilotami PSP umożliwiono mu służbę w lotnictwie. Służył w Dowództwie Wojsk Lotniczych, a potem był komendantem Centrum Szkolenia Lotniczego w Modlinie. W 1968 przeszedł do rezerwy. W 1991 został prezesem Stowarzyszenia Lotników Polskich. Zmarł 30 grudnia 1994. Pośmiertnie został odznaczony Krzyżem Komandorskim z Gwiazdą Orderu Odrodzenia Polski. Pochowany został 5 stycznia 1995 na cmentarzu Powązkowskim w wydzielonej Kwaterze Żołnierzy Polskich Sił Zbrojnych na Zachodzie (kwatera C30-X-39).

## Zestrzelenia
Na liście Bajana sklasyfikowany został na 22. pozycji z 5 i 1/2 samolotów Luftwaffe zestrzelonymi na pewno i dwoma uszkodzonymi.
Zestrzelenia pewne:
- 2 x Ju-87 – 15 sierpnia 1940
- Bf-109 – 18 sierpnia 1940
- Do-215 – 2 września 1940
- ½ Do 215 – 11 września 1940
- Bf 109 – 4 września 1941

Uszkodzone samoloty wroga:
- Bf-110 – 12 sierpnia 1940
- Ju-88 – 24 sierpnia 1940

## Ordery i odznaczenia
- Krzyż Srebrny Orderu Wojennego Virtuti Militari (nr 08992) – 21 grudnia 1940[6]
- Krzyż Komandorski z Gwiazdą Orderu Odrodzenia Polski – pośmiertnie 4 stycznia 1995[7]
- Krzyż Walecznych – 30 października 1941
- Brązowy Krzyż Zasługi[4]
- brytyjski Distinguished Flying Cross – 1 czerwca 1942